# Вулиця Павленка (Сімферополь)
Вулиця Павленка (крим. Pavlenko soqağı) — вулиця в Залізничному районі Сімферополя. Названа на честь радянського письменника Петра Павленка, історична назва — Інженерна.

## Опис
Загальна довжина вулиці становить 1.2 км.
Пролягає від Гагарінського парку до перехрестя з Ескадронною вулицею.
Прилучаються вулиця Олександра Невського, бульвар Леніна, вулиці Долгоруківська, Карла Маркса, Казанська, Червоногвардійська, Хацка, Гоголя та Калініна.
Транспорт: автобуси № 4 та 67.
На вулиці розташована Рада Залізничного району міста, Будинок на пам'ять 1905 року, Навчально-реабілітаційний центр для дітей з вадами зору, Кримський Юридичний Інститут Національного юридичного університету імені Ярослава Мудрого, Апеляційний суд Автономної Республіки Крим, Республіканська федерація футболу Криму, Сквер імені В. І. Леніна, Кримська дирекція залізничних перевезень Придніпровської залізниці, Державна організація «Всеукраїнський Інформаційно-Культурний Центр» та школа № 22.

## Історія
З'явилася у XIX столітті під назвою Інженерна, забудова почалася у другій половині ХІХ століття.
У 1959 році перейменована на вулицю Павленка, на честь російського радянського письменника Петра Павленка.
У 1978 році збудовано будинок № 2 для працівників політичної освіти Кримського обкому Компартії України, в якому до окупації розташовувався Апеляційний суд Автономної Республіки Крим.

## Галерея

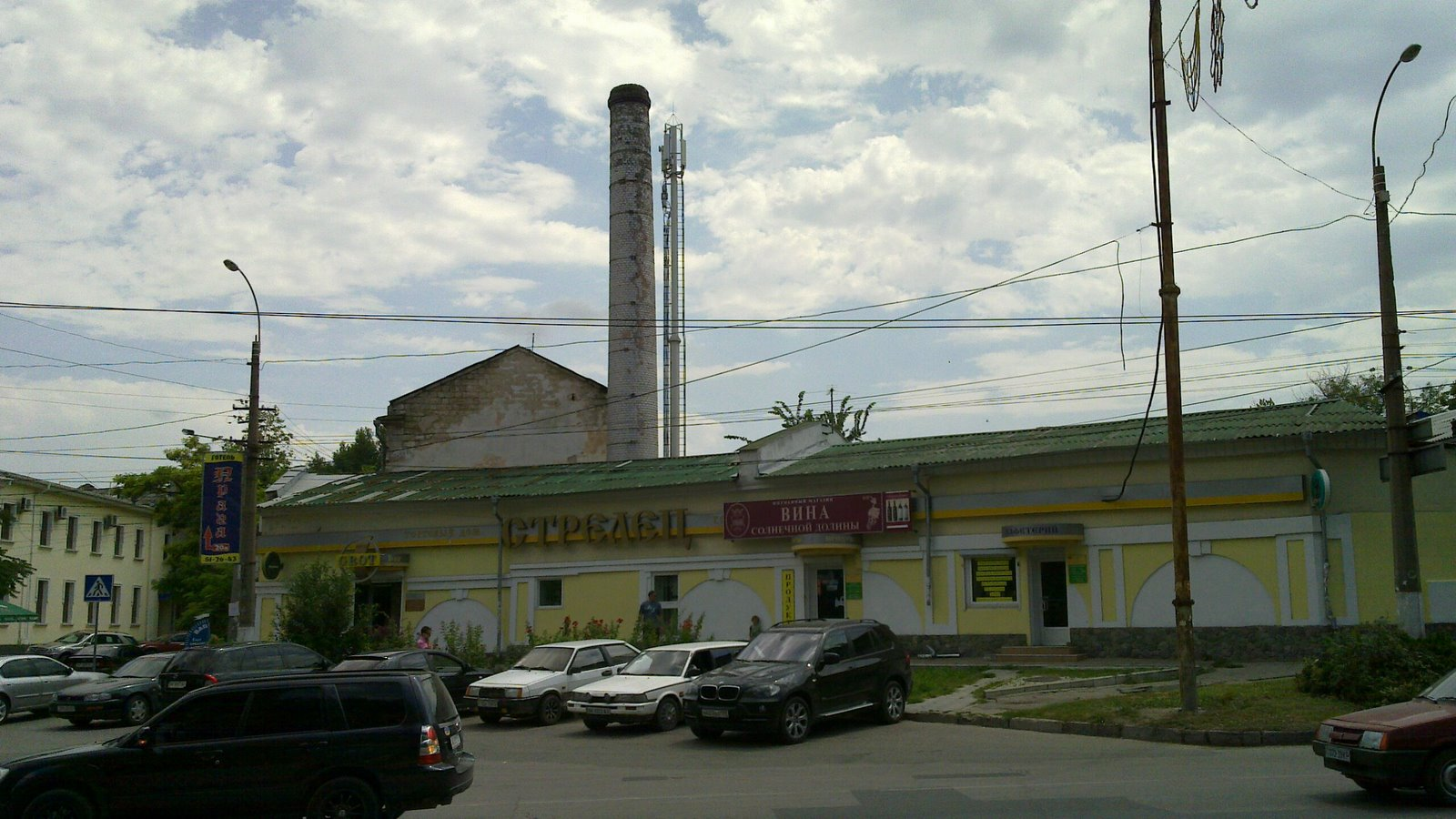
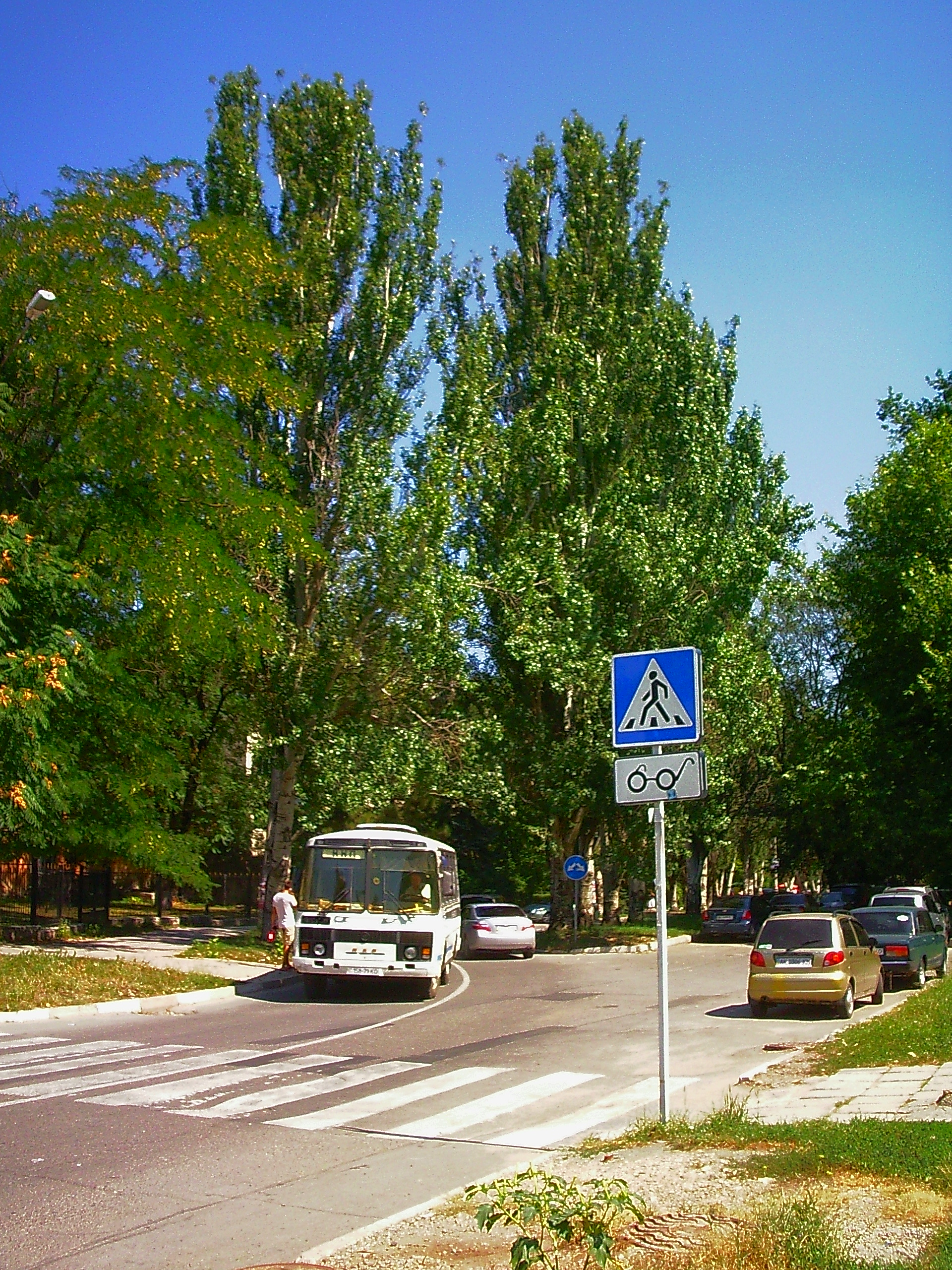
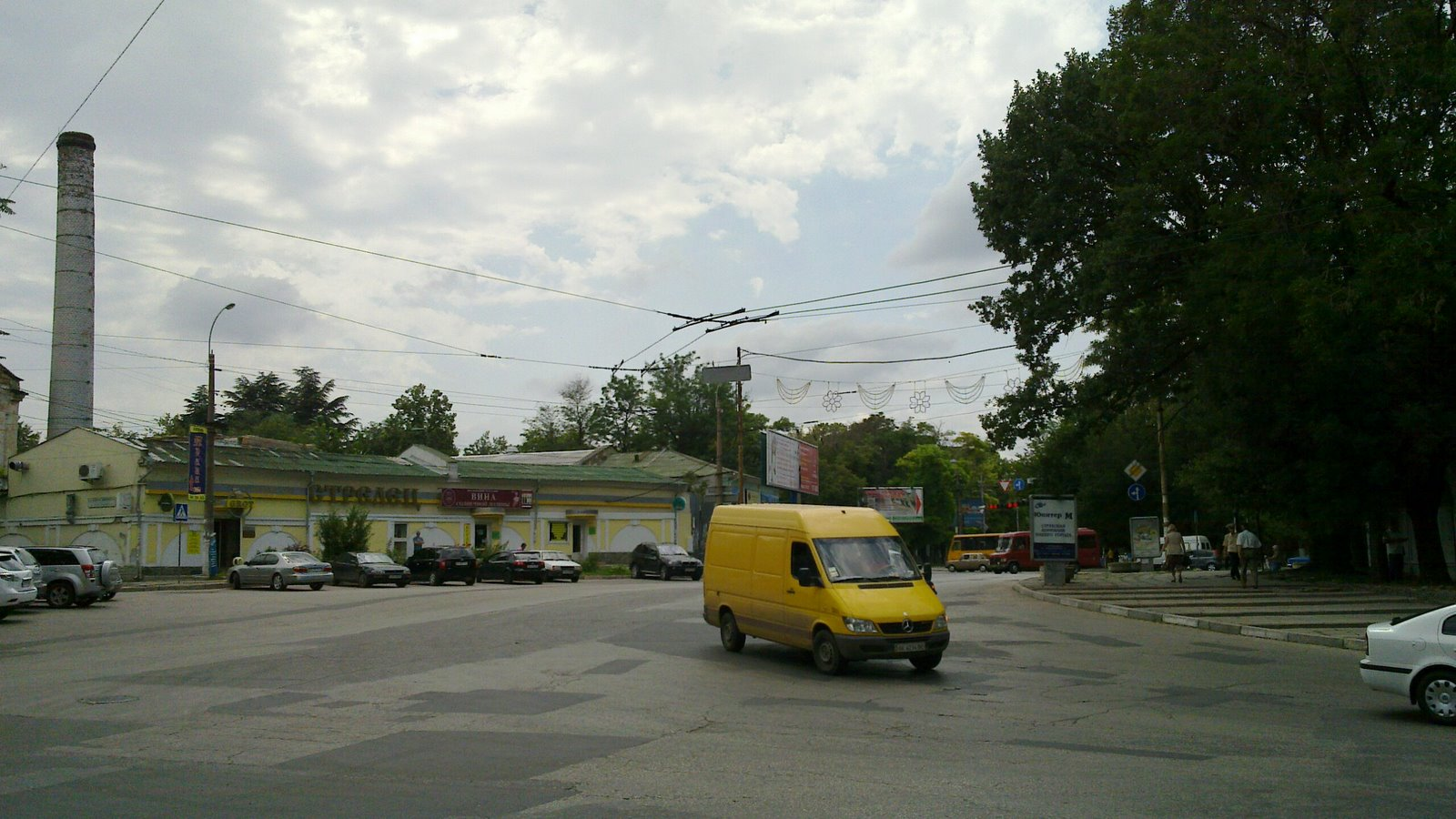
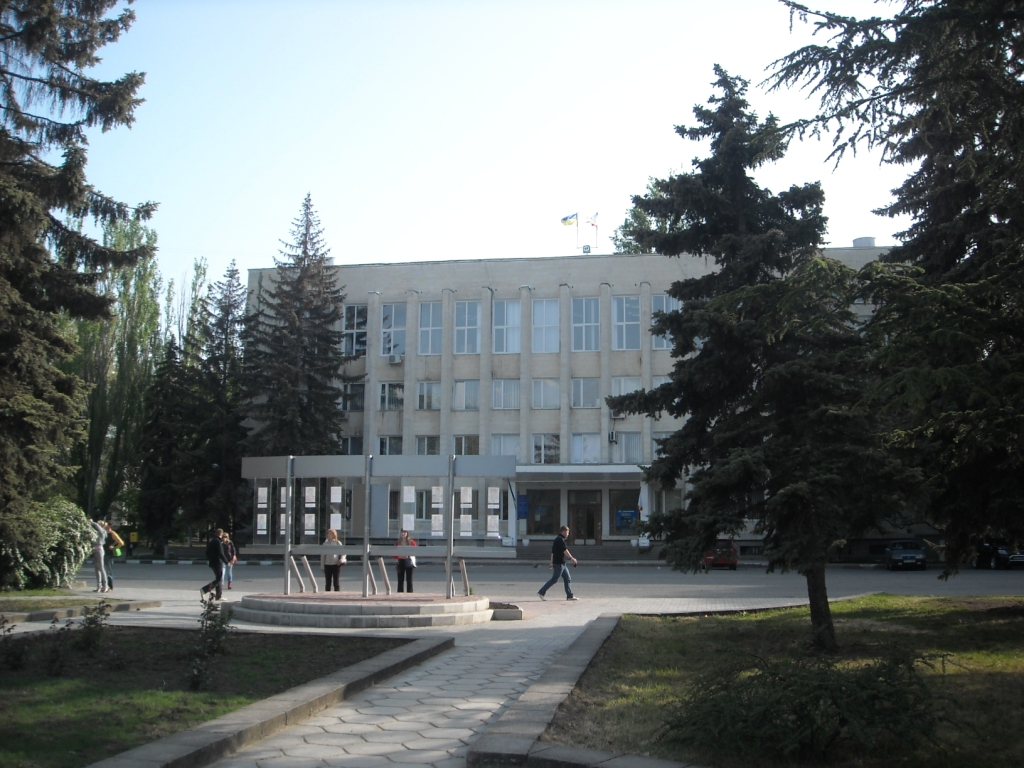
Будинок ради Залізничного району, 2010 рік
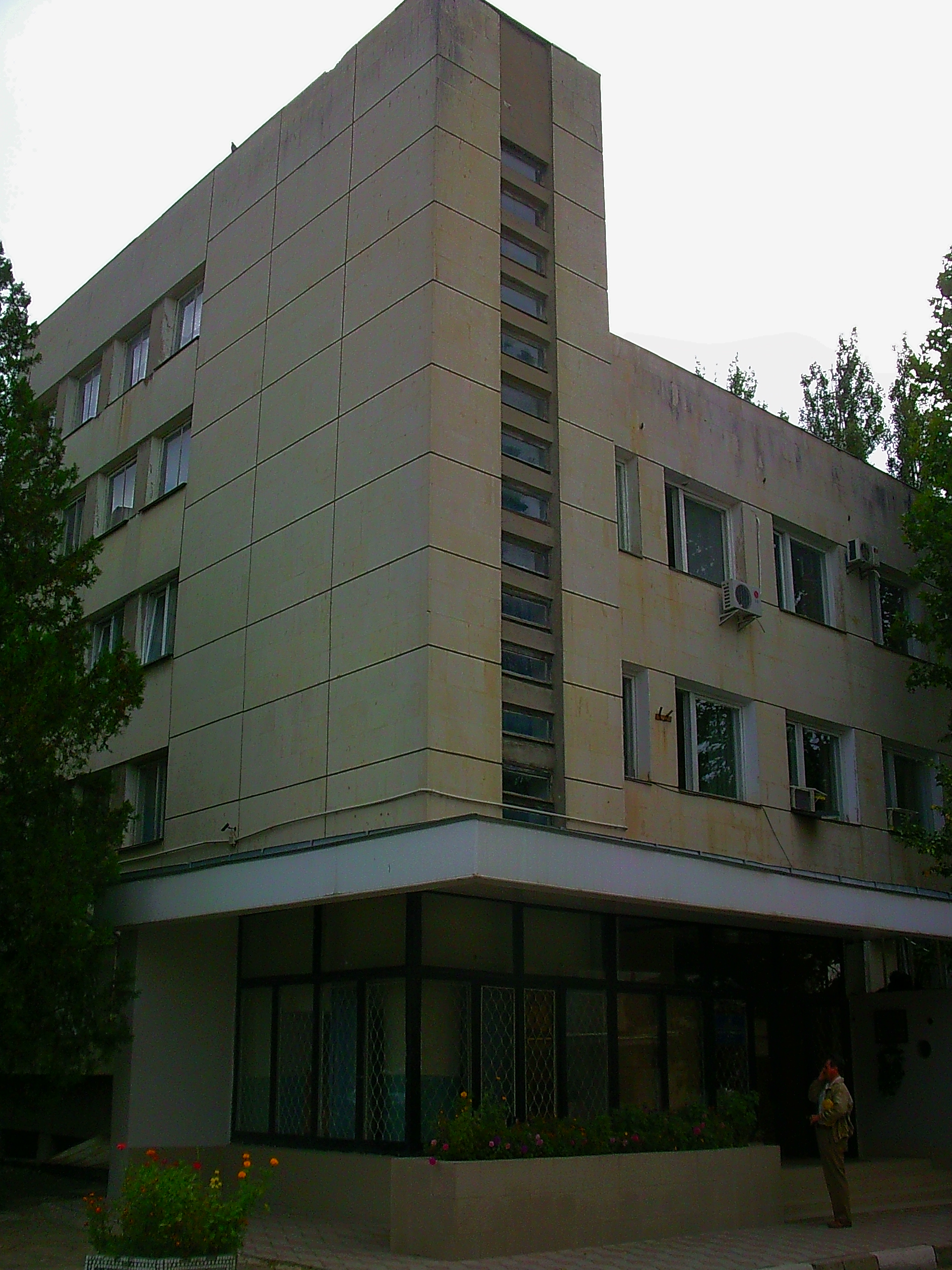
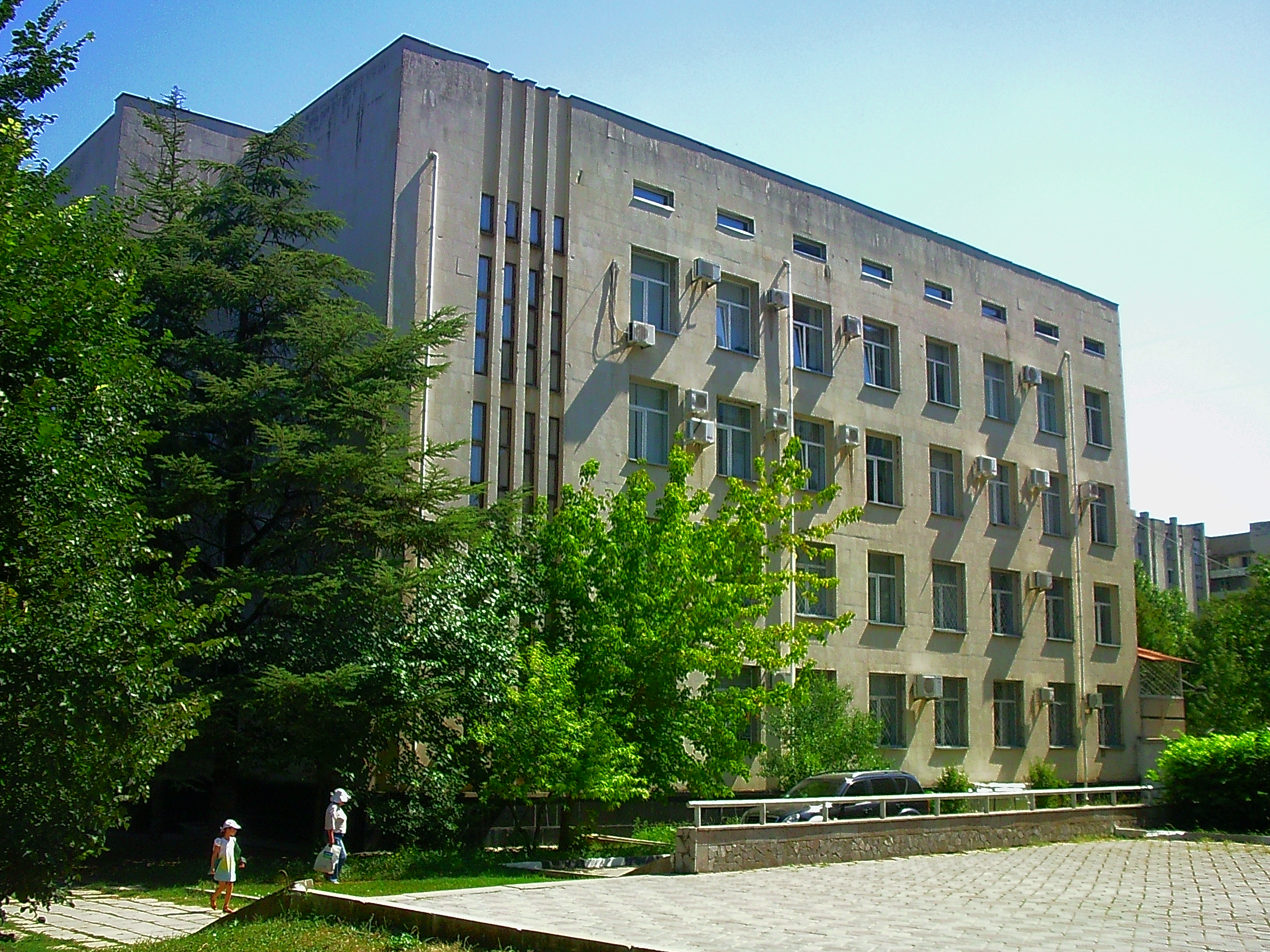
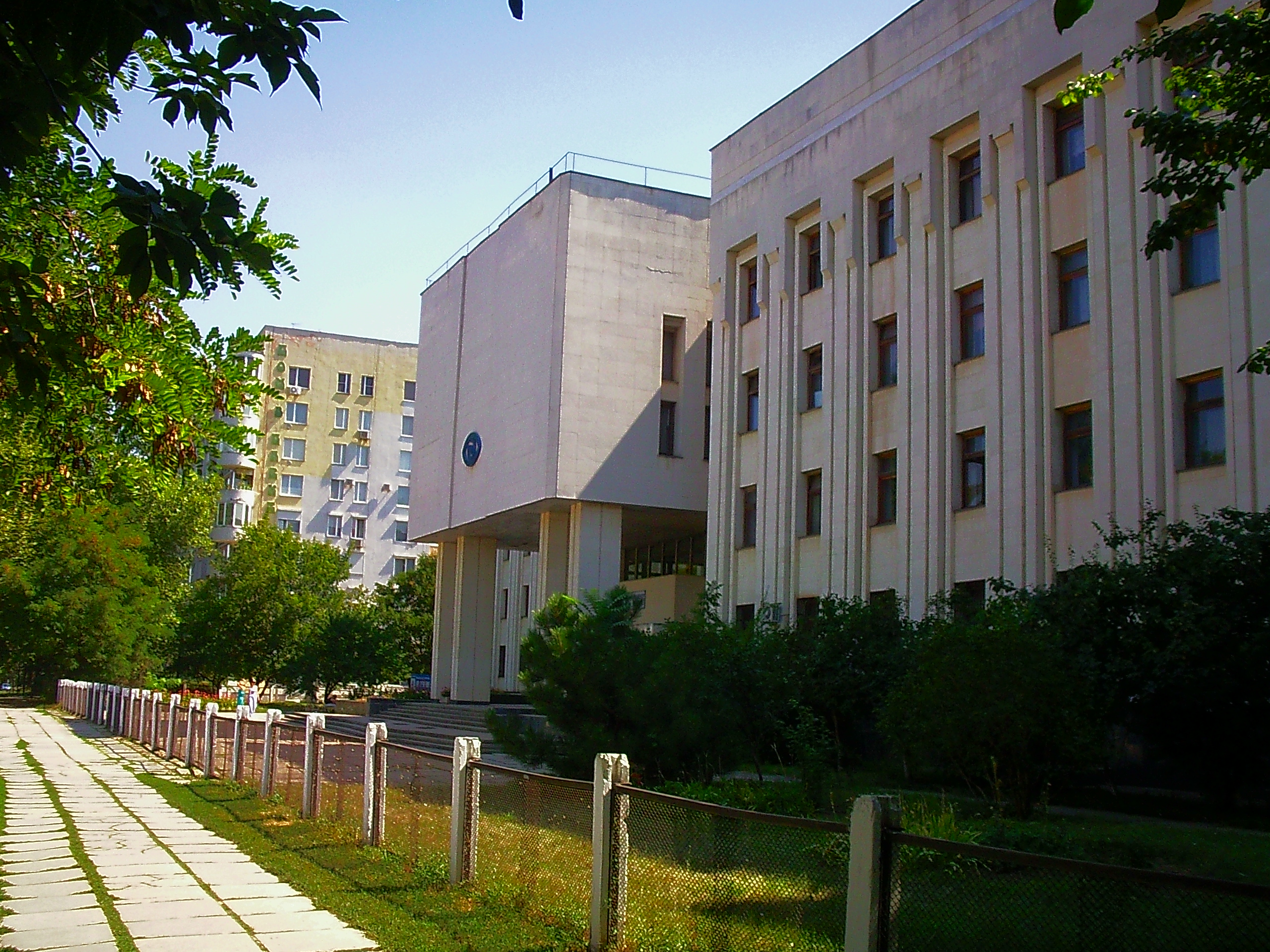
Навчально-реабілітаційний центр для дітей з вадами зору, 2010 рік
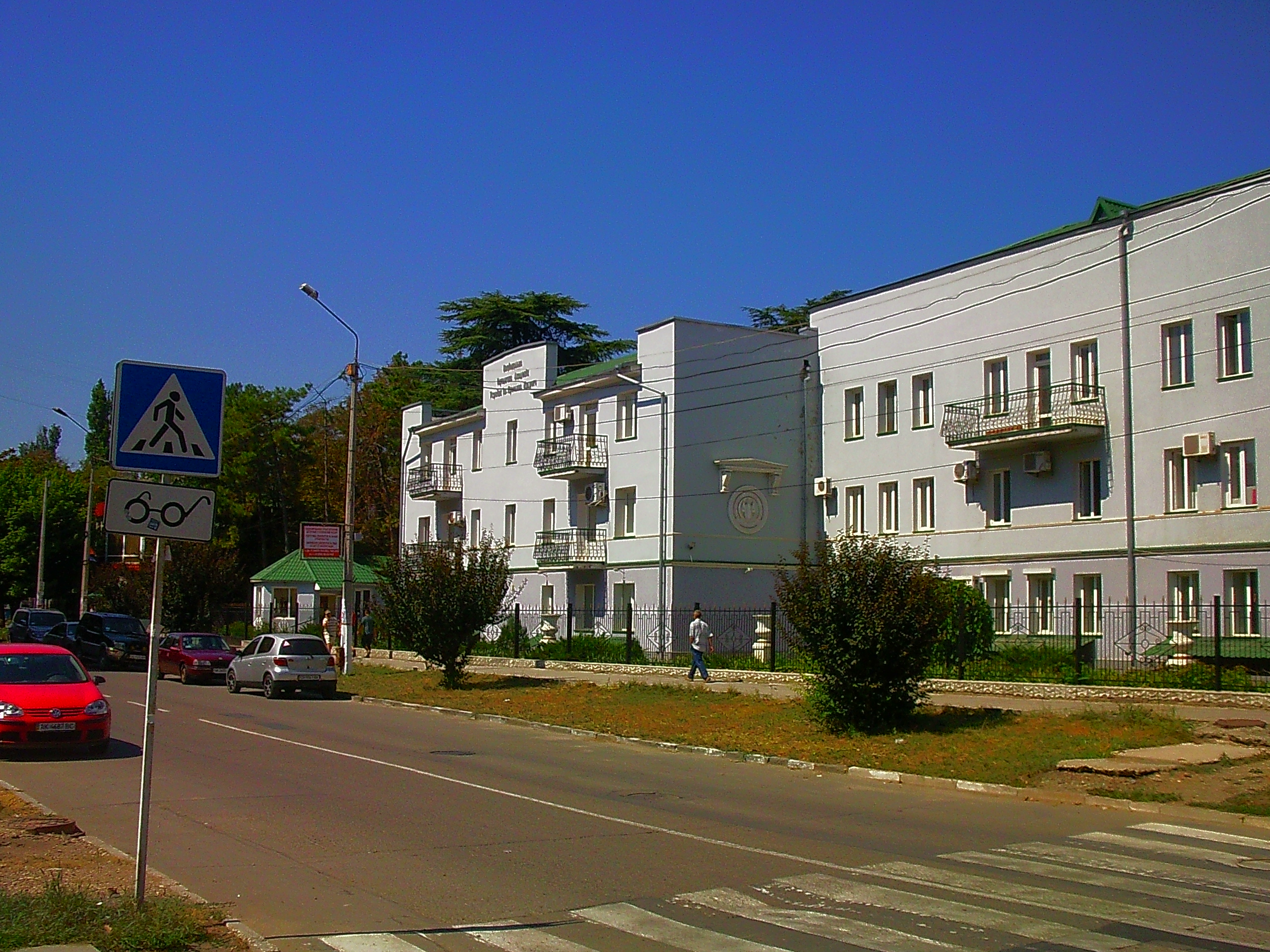
Кримський Юридичний Інститут Національного юридичного університету імені Ярослава Мудрого, 2020 рік
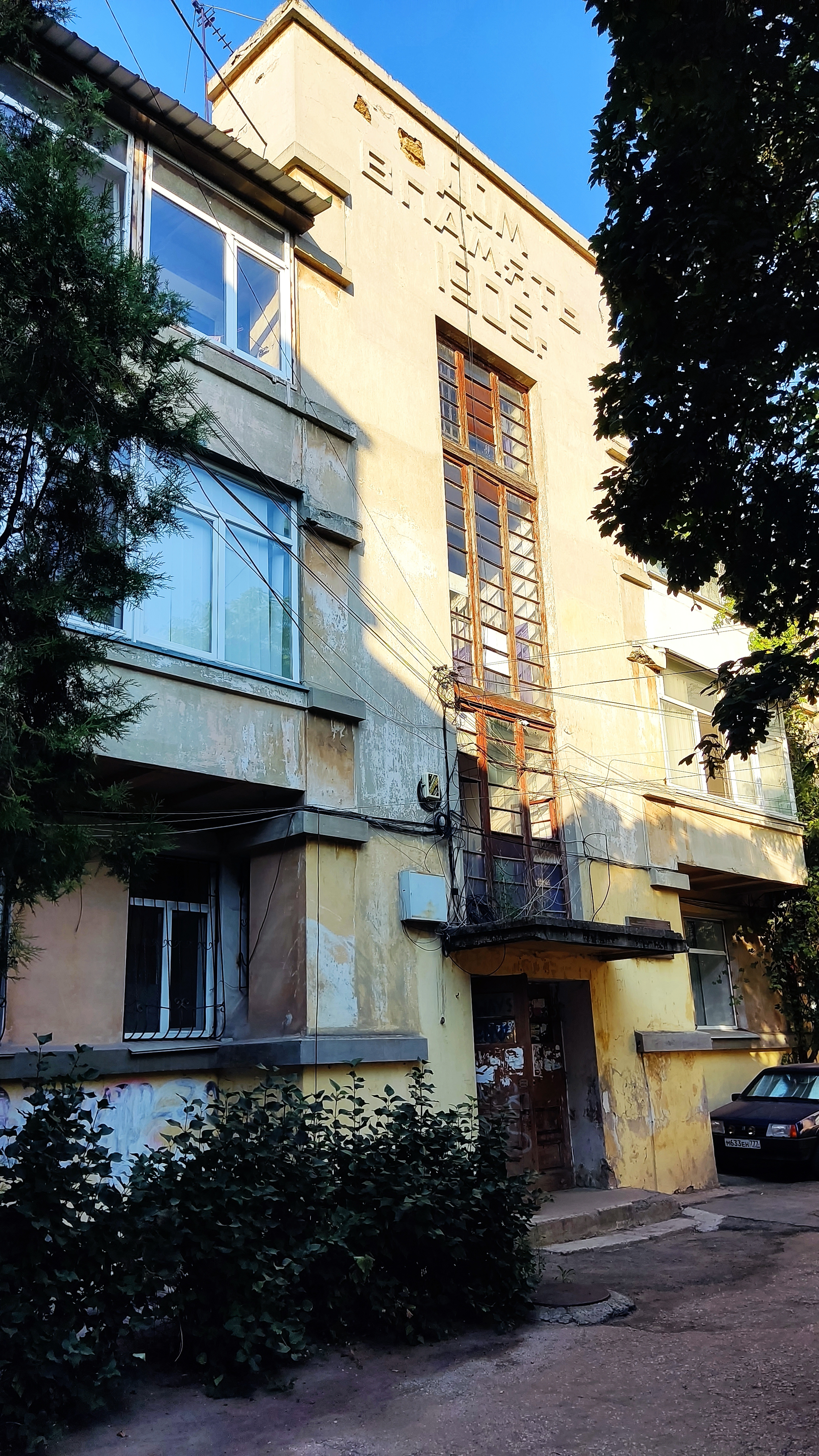
Будинок на пам'ять 1905 року
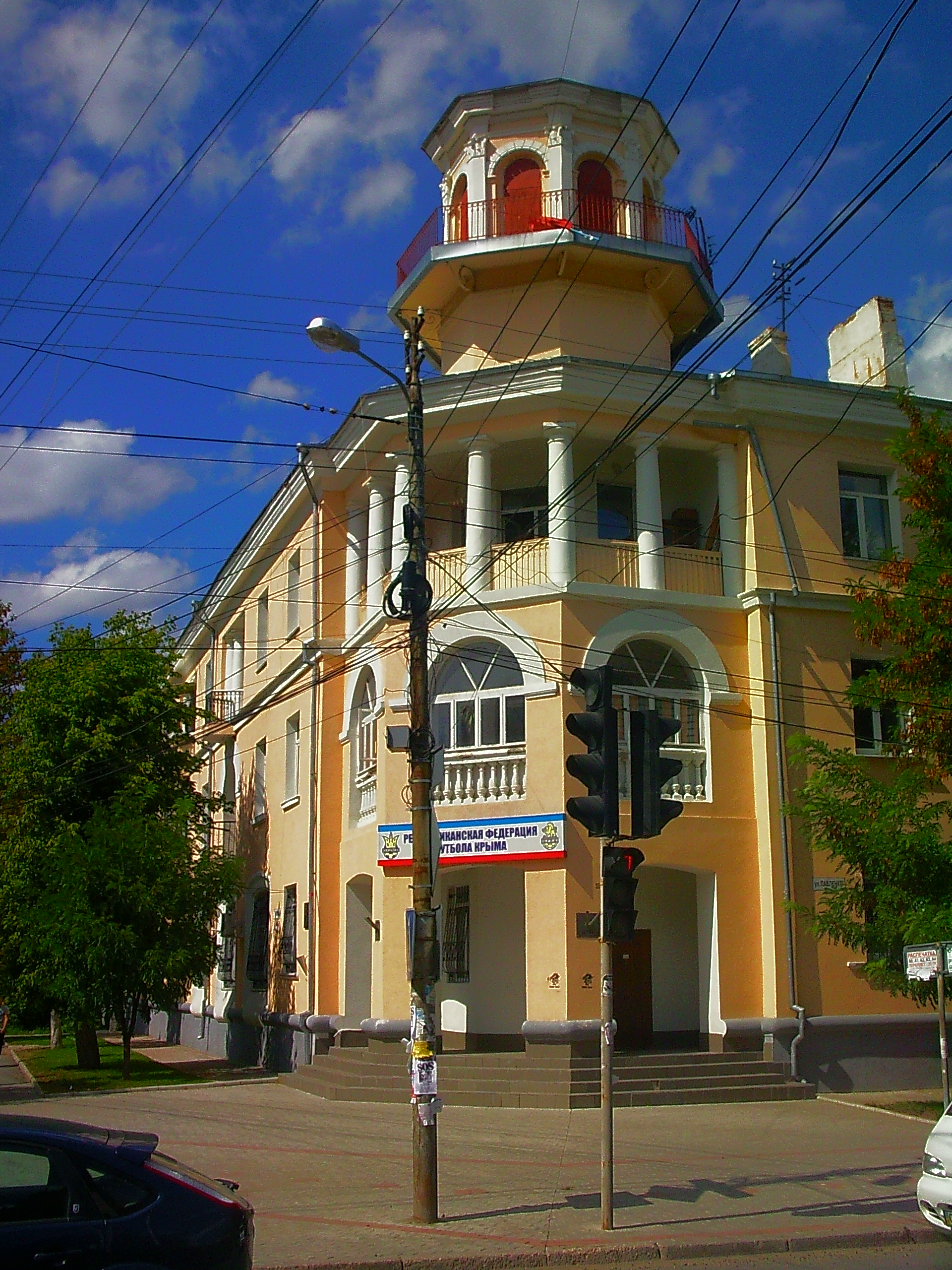
Республіканська федерація футболу Криму, 2012 рік
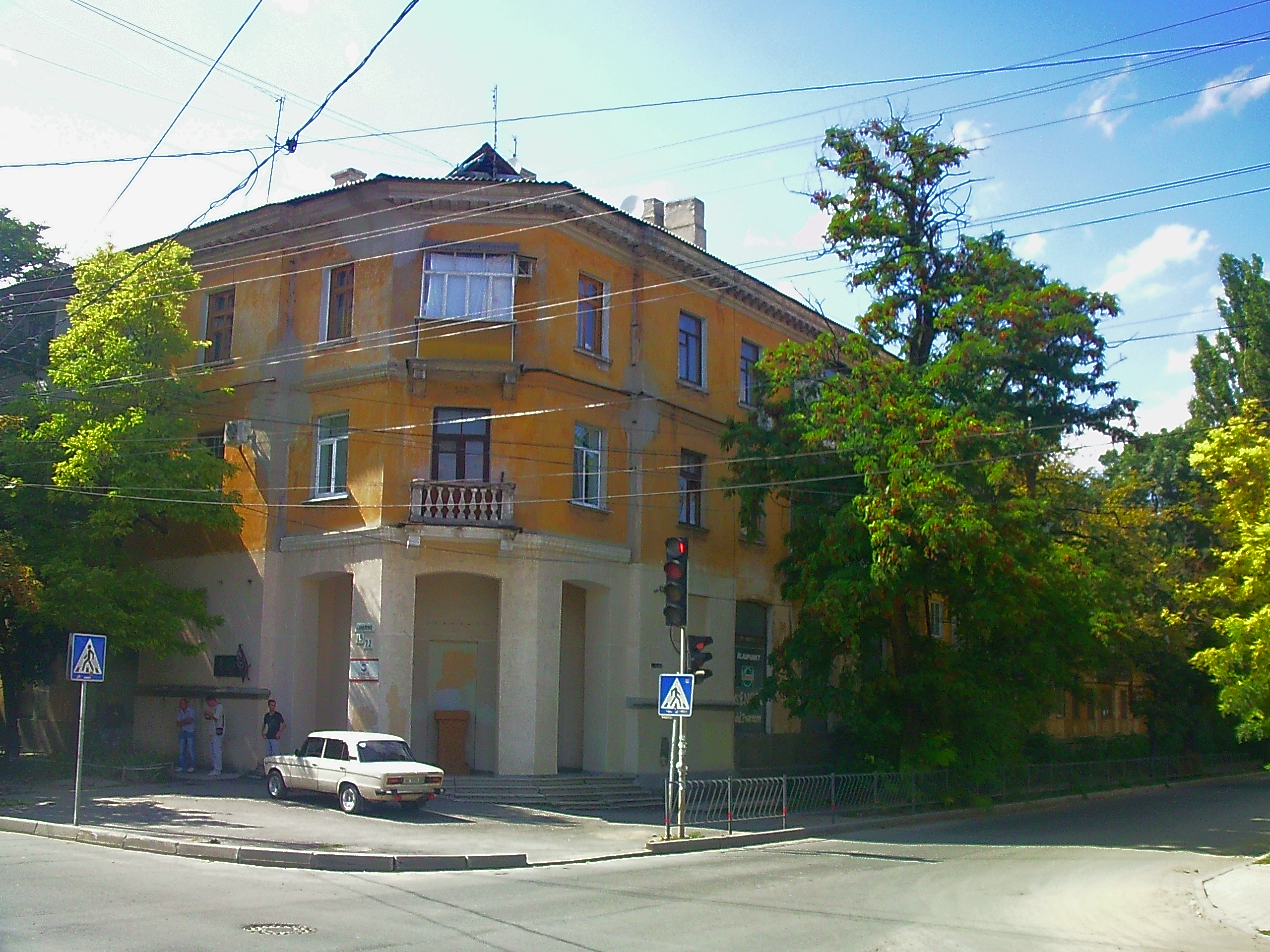

## Рекомендована література
- Поляков В. Е. Улицы Симферополя. — Симферополь: Таврида, 1994.
- В. А. Широков «Симферополь. Улицы и дома рассказывают: История Симферополя».